# 227e division d'infanterie
Pour les articles homonymes, voir 227e division.
La  227e division d'infanterie (en allemand : 227. Infanterie-Division ou 227. ID) est une des divisions d'infanterie de l'armée allemande (Wehrmacht) durant la Seconde Guerre mondiale.

## Historique
La 227. Infanterie-Division est formée le 26 août 1939 à Krefeld dans le Wehrkreis VI avec du personnel de la Landwehr, au cours de la 3. Welle (3e vague de mobilisation).
Après avoir effectué des tâches de sécurité aux frontières dans la région de l'Eifel, la division prend part à l'invasion des Pays-Bas et de la France en mai-juin 1940. Elle se positionne comme force d'occupation, de sécurité et de défenses côtières dans le nord-est de la France de juillet 1940 à décembre 1941, avant d'être transférée sur le front de l'Est dans le nord de la Russie au sein du Heeresgruppe Nord.
La division subit des combats continuellement à Leningrad et autour du lac Ladoga lors du siège de Leningrad. Lors de l'opération Iskra, en janvier 1943, elle est en position à Schlüsselburg, face à Leningrad. Le 15 janvier, la 136e division d'infanterie (URSS) (ru) et la 61e brigade blindée de la 55e armée venant de l'ouest et la 18e DI et la 16e brigade blindée de la 2e armée de choc venant de l'est font leur jonction au nord du point d'appui no 5, encerclant ainsi la 227. ID et deux bataillons de la 96. Infanterie-Division dans Schlüsselburg. La 227. ID abandonne la poche de Schlüsselburg et après de terribles combats au corps à corps, les survivants parviennent à rejoindre les lignes allemandes plus au sud. Anéantie, elle est reconstruite en Kampfgruppe.
Elle se retrouve sur le front de Narva où elle subit de lourdes pertes, elle reçoit en février 1944 des éléments de la 9. Luftwaffen-Feld-Division dissoute. Après d'intenses combats en Courlande, la division est transférée en Prusse-Occidentale. Elle combat sur la Vistule et à Dantzig et Gotenhafen où elle est détruite par mars 1945. En avril 1945, l'état-major de la division est absorbé par l'état-major de la Panzer-Ausbildungs-Verband Ostsee.

## Organisation

### Commandants
| Date                             | Grade                    | Commandant                 |
| -------------------------------- | ------------------------ | -------------------------- |
| 1er septembre 1939 - 6 mai 1940  | Generalleutnant          | Friedrich Zickwolff        |
| 6 mai 1940 - 1er juillet 1940    | Generalleutnant          | Friedrich-Karl von Wachter |
| 1er juillet 1940 - 12 avril 1941 | Generalleutnant          | Friedrich Zickwolff        |
| 12 avril 1941 - 7 juin 1943      | General der Artillerie   | Friedrich von Scotti (en)  |
| 7 juin 1943 - 11 mai 1944        | General der Artillerie   | Wilhelm Berlin             |
| 11 mai 1944 - 27 mars 1945       | Generalmajor der Reserve | Maximilian Wengler         |

### Officiers d'opérations (Generalstabsoffiziere (Ia))
| Date                                | Grade               | Commandant                                  |
| ----------------------------------- | ------------------- | ------------------------------------------- |
| ? 1939 - Janvier 1941               | Major i.G.          | Karl-Heinrich Erich Graf von Klinckowstroem |
| février 1941-10 janvier 1942        | Major i.G.          | Karl Zipper                                 |
| Janvier 1942 - 15 mars 1942         | Major i.G.          | Bußmann                                     |
| 15 mars 1942 - Décembre 1942        | Major i.G.          | Karl Zipper                                 |
| Décembre 1942 - Janvier 1943        | Major i.G.          | Dietrich Kördel                             |
| Janvier 1943 - Mars 1943            | Hauptmann i.G.      | Günther Starck                              |
| Mars 1943 - 1er septembre 1944      | Oberstleutnant i.G. | Günther Starck                              |
| 1er septembre 1944 - 1er avril 1945 | Major i.G.          | Reinhold Rehfeld                            |

## Théâtres d'opérations
- Allemagne : septembre 1939 - mai 1940
- Belgique : mai 1940 - juillet 1940
- France : juillet 1940 - octobre 1941
- Front de l'Est, secteur Nord : octobre 1941 - janvier 1945
  - 1942
    - Siège de Leningrad
      - Offensive Siniavino

  - 1943
    - Siège de Leningrad
      - Opération Iskra
      - Bataille de Krasny Bor
- Nord-Est de l'Allemagne : janvier 1945 - mars 1945

## Ordres de bataille
1939
- Infanterie-Regiment 328
- Infanterie-Regiment 366
- Infanterie-Regiment 412
- Aufklärungs-Abteilung 227
- Artillerie-Regiment 227
  - I. Abteilung
  - II. Abteilung
  - III. Abteilung
  - IV. Abteilung
- Pionier-Bataillon 227
- Panzerabwehr-Abteilung 227
- Nachrichten-Abteilung 227
- Versorgungseinheiten 227

1942
- Grenadier-Regiment 328
- Grenadier-Regiment 366
- Grenadier-Regiment 412
- Radfahr-Abteilung 227
- Artillerie-Regiment 227
  - I. Abteilung
  - II. Abteilung
  - III. Abteilung
  - IV. Abteilung
  - V. Abteilung
- Pionier-Bataillon 227
- Panzerjäger-Abteilung 227
- Nachrichten-Abteilung 227
- Versorgungseinheiten 227

1943-1945
- Grenadier-Regiment 328
- Grenadier-Regiment 366
- Grenadier-Regiment 412
- Füsilier-Bataillon 227
- Artillerie-Regiment 227
  - I. Abteilung
  - II. Abteilung
  - III. Abteilung
  - IV. Abteilung
- Pionier-Bataillon 227
- Panzerjäger-Abteilung 227
- Nachrichten-Abteilung 227
- Feldersatz-Bataillon 227
- Versorgungseinheiten 227

## Décorations
Certains membres de cette division sont décorés pour faits d'armes
- Insigne de combat rapproché en or
  - 17
- Agrafe de la liste d'honneur
  - 17
- Croix allemande en or
  - 105
- Croix de chevalier de la Croix de fer
  - 28